# Hot Rod - Uno svitato in moto
Hot Rod - Uno svitato in moto (Hot Rod) è un film del 2007 diretto da Akiva Schaffer.

## Trama
Rod, sin da piccolo, ha sempre amato fare acrobazie. Insieme alla sua squadra (composta dal fratellastro Kevin, Dave, Rico e la nuova entrata Denise), organizza molti salti con la sua motocicletta. Tuttavia, scopre che il suo patrigno, Frank, è malato di cuore. Decide allora di organizzare un salto memorabile sponsorizzato, dal quale ricaverebbe i soldi per la costosa operazione, per poter far guarire Frank e poterlo finalmente "prendere a calci", guadagnando così il suo rispetto.

## Distribuzione
Il film è stato distribuito negli Stati Uniti d'America il 3 agosto 2007. In Italia è uscito il 10 agosto dello stesso anno.

## Colonna sonora
Per la colonna sonora del film sono stati scelti pezzi rock degli Europe e di Trevor Rabin, l'ex chitarrista degli Yes.
1. Europe – Danger on the Track
2. Ennio Morricone – A Gringo Like Me
3. Moving Pictures – Never
4. Stacey Q – Two of Hearts
5. Europe – Cherokee
6. Glenn Danzig – Skulls
7. Trevor Rabin – Street Luge
8. John Farnham – You're the Voice
9. Tijno(Gown) Toyish – Head Honcho
10. Giorgio Moroder – Chase
11. Jorma Taccone, Andy Samberg – Cool Beans
12. Nick Van Eede – (I Just) Died in Your Arms
13. Trevor Rabin – Dave on Acid
14. Europe – Rock the Night
15. Trevor Rabin – Stunt Suite
16. Europe – Time Has Come